# Kovács Pál (katona)
Kovács Pál (Tiszaabád, 1892. szeptember 13. – Zimony, 1914. július 29.) magyar katona, az első világháborúban az Osztrák–Magyar Monarchia első hősi halottja. Posztumusz kitüntették a Bronz Vitézségi Éremmel.

## Élete
Kovács Pál 1892-ben született Tiszaabádon (jelenleg Abádszalók településrésze), édesapja Kovács Pál dohánykertész volt a gróf Szapáry családnál, édesanyja Bakó Mária. Lovászhátról vonult be katonának, 1913. október 1-én sorkatonai szolgálatra a cs. és kir. 68. szolnoki gyalogezredhez.
A szarajevói merénylet után a katonák 1914. július 28-án indultak el a zimonyi kaszárnyából a határfolyó, a Száva partjára. Ott vonultak őrségbe, s másnap arra ébredtek, hogy a szerbek hajnalban fölrobbantották a Monarchiát Szerbiával összekötő hidat. A robbanást mindkét oldalról heves puskatűz követte, így gyakorlatilag ekkor kezdődött meg az első világháború.
A tűzpárbajban már a reggeli órákban kevésnek bizonyult a lőszerük, ezért Kovács Pál és Bíró Gábor közlegényeket parancsnokuk hátraküldte, hogy hozzanak lőszerutánpótlást. A lőszeres láda árokba emelésekor először Kovács Pált érte találat: fejlövést kapott, és azonnal meghalt. Pillanatokon belül Bíró Gábort is eltalálták, aki az ekkor szerzett tüdőlövésébe egy órán belül belehalt. A további lövöldözésekben ugyanezen a napon esett el Veres Imre közlegény is. A rendelkezésre álló adatok szerint szerb oldalon nem voltak halottak.

## Emlékezete
Alakulata a Monarchia magyar kiegészítésű 68. közös gyalogezrede, amelynek emlékét ma elsősorban a Hadtörténeti Múzeumban őrzött két zászló és a Szolnokon ma is álló laktanya őrzi. A hősi halálával kapcsolatos elsőséggel kapcsolatban a rendelkezésre álló források alapján találhatóak ellentmondások és egyes kutatások szerint nem lehet egyértelműen igazolni azt. Az viszont biztos, hogy a korabeli sajtó elfogadta és 1934-ben a „Magyarország” című lap kezdeményezésére hamvait haza szerették volna hozatni, de nem sikerült megtalálni a sírját. 
Az abádszalóki első világháborús emlékmű készítője róla mintázta a zászlót tartó honvédot. A szobor megőrizte arcvonásait, melyet tiszteletére 2007. július 29-én katonai tiszteletadással újra felavattak.